# European Juggling Association
EJA är en förkortning för European Juggling Association och är en organisation för jonglering. EJA är organisationen som står bakom EJC - European Juggling Convention. Det är dock inte så att EJA anordnar EJC. EJC anordnas varje år av en lokal arrangör som utsetts av EJA att sköta arrangemanget.